# إيزابيلا فيراري
إيزابيلا فيراري (بالإيطالية: Isabella Ferrari)‏ (ولدت إيزابيلا فوجليازا; في 31 مارس 1964) ممثلة تلفزيونية ومسرحية وسينمائية إيطالية، في مهرجان البندقية السينمائي عام 1995، فازت بجائزة كأس فولبي لأفضل ممثلة مساعدة في فيلم رومانزو دي أون جيوفان بوفيرو. عن فيلم قصة شاب فقير من إخراج إيتوري سكولا. وجائزة باسينيتي عن يوم مثالي في عام 2008 . فازت بجائزة مارك أوريليو دارجينتو لأفضل ممثلة بفضل الفيلم ويسمونه الصيف في مهرجان روما السينمائي الدولي 2012.

## روابط خارجية
- إيزابيلا فيراري على موقع IMDb (الإنجليزية)
- إيزابيلا فيراري على موقع ميتاكريتيك (الإنجليزية)
- إيزابيلا فيراري على موقع روتن توميتوز (الإنجليزية)
- إيزابيلا فيراري على موقع ألو سيني (الفرنسية)
- إيزابيلا فيراري على موقع أول موفي (الإنجليزية)
- إيزابيلا فيراري على موقع قاعدة بيانات الأفلام السويدية (السويدية)
- إيزابيلا فيراري على موقع ديسكوغز (الإنجليزية)
- إيزابيلا فيراري على موقع قاعدة بيانات الفيلم (الإنجليزية)
- إيزابيلا فيراري على موقع كينوبويسك (الروسية)